# Tom Flanagan
Thomas Michael Flanagan (* 21. října 1991 Hammersmith, Londýn) je severoirský fotbalista narozený v Anglii, který hraje na pozici obránce za anglický klub Sunderland AFC a reprezentuje Severní Irsko.

## Fotbalová kariéra
V lednu 2010 se stal kapitánem anglického dorosteneckého týmu Milton Keynes Dons (MK Dons), v soutěži hráčů do 18 let. Za první tým dospělých MK Dons debutoval 13. února téhož roku při střídání v 82. minutě, kdy jeho klub podlehl 5–0 Carlisle United. V srpnu 2010 podepsal jednoletou profesionální smlouvu s Milton Keynes Dons, s opcí na dalších 12 měsíců. Po půl roce zamířil na hostování do anglického klubu Kettering Town, kde zaznamenal první profesionální start během sezóny 2010–2011. Začátkem února 2011 bylo jeho hostování prodlouženo. Pro kvalitní výkony jej mateřský oddíl povolal zpět. V League One se tak zúčastnil 15. února 2011 domácí porážky MK Dons v poměru 2–3 s FC Leyton Orient. Poslední zápas v dané sezóně odehrál 7. května 2011 proti Oldham Athletic, v němž MK Dons zvítězil 2–1. V roce 2011 uzavřel s MK Dons další jednoletý kontrakt s roční opcí. Během výhry 5–1 nad Colchesterem United vsítil 19. listopadu 2011 první ligový gól a další dva přidal v duelech proti Stevenage a Notts County.
V březnu 2013 začal hostovat do konce sezóny v FC Barnet, dalším anglickém klubu z League Two. Na trávník poprvé vstoupil v 82. minutě, když nahradil Johna Ostera při výhře 3–2 nad Accrington Stanley v utkání z 16. března 2013. Jednoroční prodloužení smlouvy s Dons následovalo 24. března 2014. O dva dny později začal hostovat v týmu Stevenage z League One. Během dubna 2014 byl povolán do domovského oddílu Milton Keynes Dons kvůli marodce a nedostatečné fyzické přípravě některých hráčů. V lednu 2015 pak odešel na měsíční hostování do Plymouth Argyle, hrající League Two.
Po vypršení kontraktu v MK Dons přestoupil 25. srpna 2015 do Burton Albion, účastníka League One, s jednoletou následně prodlužovanou smlouvou. Po sezóně 2017–2018 se stal volným hráčem poté, co Burton sestoupily z EFL Championship. Dvouletý kontrakt pak podepsal 28. června 2018 se Sunderlandem hrajícím třetí nejvyšší anglickou soutěž League One. Během července 2020 jej prodloužil na sezónu 2021–2022.

## Reprezentační kariéra
Šest dnů před zápasem severoirské jednadvacítky, hraným 13. listopadu 2012 proti Anglii, byl poprvé povolán do reprezentačního týmu této věkové kategorie. Pozvání do seniorské reprezentace Severního Irska pak obdržel 24. srpna 2016 od trenéra Michaela O'Neilla. První utkání v ní odehrál 2. června 2017 během přátelského střetnutí s Novým Zélandem, které Severní Irové vyhráli 1–0.